# Граммема
Грамме́ма (англ. grammeme) — грамматическое значение, понимаемое как один из элементов грамматической категории; различные граммемы одной категории исключают друг друга и не могут быть выражены вместе. Так, в русском языке единственное и множественное число — граммемы категории числа; обязательно должно быть выражено то или другое значение, но не одновременно оба. Также граммемой может называться грамматический показатель — план выражения грамматического значения (в этом же значении употребляется предложенный Дж. Байби термин грам, англ. gram), а также единство значения (плана содержания) и способов его выражения.
Граммема в языке представлена рядом форм, объединённых значением компонента данной грамматической категории, но различающихся значениями других категорий, присущих данной части речи: так, граммема второго лица глагола в русском языке представлена рядом форм, объединённых этим значением, но различающихся значениями наклонения, времени, вида, залога, числа. Граммемы, выражаемые рядом морфологических форм, составляют морфологическую категорию. Встречаются и граммемы, выражаемые синтаксическими формами — классами синтаксических конструкций (к примеру, активные и пассивные конструкции) — и составляющие синтаксические категории.
С граммемой, понимаемой как единица плана содержания, соотносима морфема как единица плана выражения. Единица плана выражения, соотносимая с граммемами нескольких грамматических категорий одновременно, называется флективной морфемой, или флексией.
Термин «граммема», предложенный К. Пайком, в отечественной лингвистической традиции окончательно закрепился благодаря А. А. Зализняку.